# 23 juin 2017
Le vendredi 23 juin 2017 est le 174e jour de l'année 2017.

## Décès
- Fulbert Géro Amoussouga (né le 10 avril 1952), universitaire béninois
- Jean Cuisenier (né le 9 février 1927), ethnologue et professeur de philosophie français
- Meir Zlotowitz (né le 13 juillet 1943), rabbin américain
- Stefano Rodotà (né le 30 mai 1933), politicien italien

## Événements
- Attentats du 23 juin 2017 au Pakistan
- Sortie de l'album studio de Vince Staples : Big Fish Theory
- Inauguration du Centre Botín à Santander
- Fin de la série télévisée algérienne El Khawa
- Sortie de l'album du groupe Imagine Dragons : Evolve
- Sortie de la série télévisée GLOW
- Sortie de la chanson Going Backwards du groupe Depeche Mode
- Début du Grand Prix automobile d'Azerbaïdjan 2017
- Sortie du film britannique Hampstead
- Sortie de l'album de Bigflo et Oli : La Vraie Vie
- Sortie du film américain Les Proies
- Début des masters de Riga de snooker 2017
- Sortie de la chanson On était beau de la chanteuse Louane
- Sortie de la comédie américaine Pire Soirée
- Fin de la saison 1 d'Andi Mack
- Sortie de la comédie américaine The Big Sick
- Sortie du film franco-libanais Tramontane
- Sortie du film de science fiction américain Transformers: The Last Knight
- Sortie du film américain Patriots Day
- Sortie du thriller américain You Get Me